# نیروگاه بادی سوئیت‌واتر
نیروگاه بادی سوئیت‌واتر (انگلیسی: Sweetwater Wind Farm) یک نیروگاه بادی با ظرفیت ۵۸۵٫۳ مگاوات می‌باشد که در شهرستان نولان، تگزاس واقع شده‌است. این نیروگاه شامل ۳۹۲ توربین بادی است و در سال ۲۰۰۷ به‌طور کامل راه اندازی گردید. برق تولید شده توسط این نیروگاه به شرکت‌های آستین انرژی و سی‌پی‌اس انرژی شهر سن آنتونیو فروخته می‌شود.

## ساختار نیروگاه
فاز اول این نیروگاه مشتمل بر ۲۵ توربین مدل جی‌یی پاور ۱٫۵-مگاوات اس (GE Energy 1.5-MW S) است، فاز دوم دارای ۶۱ توربین مدل جی‌یی ۱٫۵-مگاوات اس‌ال‌یی (GE 1.5-MW SLE)، فاز سوم شامل ۹۰ توربین مدل جی‌یی ۱٫۵-مگاوات ایکس‌ال‌یی (GE 1.5-MW XLE) است. فاز چهار این نیروگاه از ۱۳۵ توربین مدل میتسوبیشی ۱٫۰-مگاوات (Mitsubishi 1.0-MW) و ۴۶ توربین زیمنس گامسا ۲٫۳-مگاوات (Siemens Wind Power 2.3-MW) بهره می‌برد. فاز پنج هم شامل ۳۵ توربین مدل زیمنس ۲٫۳-مگاوات (Siemens 2.3-MW) است.